# Lagarde (Ariège)
Lagarde è un comune francese di 187 abitanti situato nel dipartimento dell'Ariège nella regione dell'Occitania.

## Società

### Evoluzione demografica
Abitanti censiti